# 오브리 피플스
오브리 피플스(Aubrey Peeples, 1993년 11월 27일 ~ )는 미국의 배우이다.

## 출연 작품
- 치어리더 살인사건 (2019)
- 젬 앤 더 홀로그램 (2015)
- 토카레브 (2014)
- 샤크 스톰 (2013)